# Juletræet med sin pynt
Juletræet med sin pynt er en dansk julesang skrevet af Mogens Lorentzen i 1939 med melodi af Egil Harder i 1940.
Sangen er på fem vers. I det første vers står juletræet klar med stjernen i toppen. I andet vers fortælles om klippede hjerter, ømfindtlige kræmmerhuse og andet pynt på træet. I tredje vers får pynten og de mange lys det til at virke som en sommerdag. I fjerde vers fortælles videre om glimmer, kurve og kræmmerhus på træet. I femte og sidste vers er der hilsen fra skoven om at det lysner, mens solen ønsker en glædelig jul.
Sangen fortæller om julen hos borgerskabet i byerne. Vel at mærke den kendte trygge jul med sine traditioner, sådan som de også kendes fra Peter Fabers langt ældre Højt fra træets grønne top (1847) og Sikken voldsom trængsel og alarm (1848). Mogens Lorentzen kom da også fra det københavnske borgerskab som søn af en professor og oldebarn på mødrene side af komponisten H.C. Lumbye. Selv gjorde han det som maler og tekstforfatter, blandt andet til revyer. Egil Harder lavede suiter og romancer men huskes nu bedst for melodierne til Juletræet med sin pynt og Kaj Munks digt Den blå anemone (1945).
Som julesang er den blevet til en klassiker, der blandt andet er optaget i Højskolesangbogen. Rasmus Bro Henriksen har beskrevet sangen i den forbindelse: "Juletræet med sin pynt tager os helt ind i byhjemmet, hvor træet er kommet på besøg ude fra skoven. Lorentzens fine allitterationer og finurlige ordspil er grangiv’ligt kogleri, altså rent trylleri, for øjne og øre. Hjerter klippes sirligt ud, og der bages i køkkenet, mens naturen titter frem mellem træets grene. Stjernen er vist nok gledet ned fra himlen, men ellers fylder den religiøse side af højtiden ikke meget. Julen er en fest i familiens skød midt i årets mørkeste tid. (...) Lorentzens ord komplementeres af Egil Harders fine melodi, der ligesom teksten har en snært af nostalgi over sig uden at blive sentimental."